# Skordalia

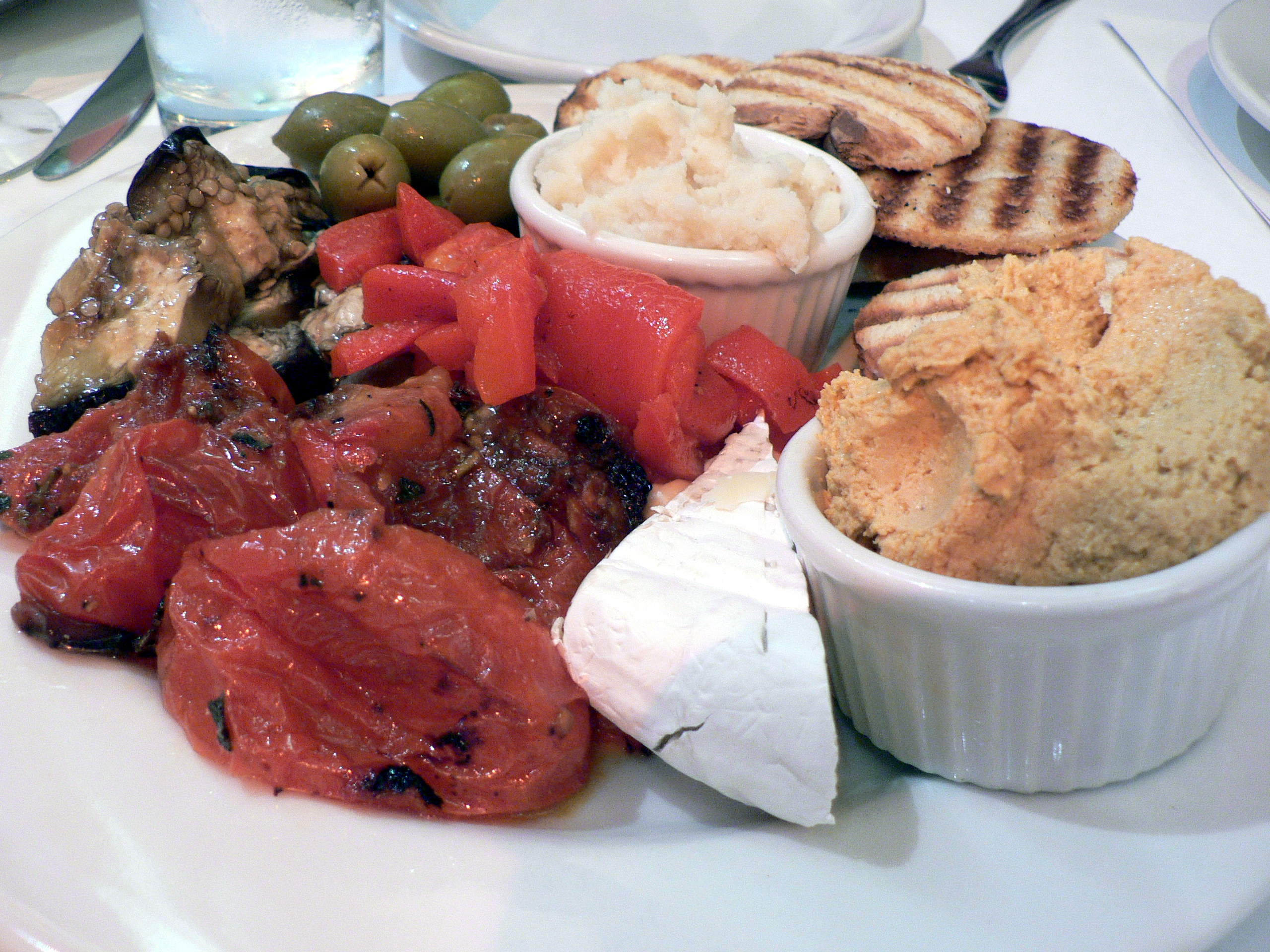
Skordalia, hummus, pimientos asados, berenjena, tomate, aceitunas y pan a la parrilla.

Skordalia o skordhalia (σκορδαλιά [skorða'ʎa]; en griego se denomina también como αλιάδα) es una salsa suave empleada en la cocina griega elaborada con la combinación de ajo con una base que puede ser un puré de patatas, nueces, almendras, o pan duro en remojo y rociado con aceite de oliva para hacer una emulsión suave. A veces se añade alguna cantidad de vinagre. Las variantes pueden incluir huevos como agentes emulgentes, lo que hace un resultado muy similar a lo que en la cocina provenzal y cocina española se denomina alioli.

## Características
La skordalia se sirve generalmente con masas-fritas de pescado (generalmente bacalao en salazón, μπακαλιάρος), verduras fritas (generalmente berenjena y calabacín), pescado escaldado, o verduras hervidas (generalmente remolacha). A veces se emplea como salsa para mojar.
La skordalia puede ser aquivalente a la antigua skorothalmi. El nombre, por otra parte, es un pleonasmo compuesto de la palabra griega σκόρδο ['skorðo] 'ajo' y la italiano agliata [a'ʎata] 'con aromas a ajo'.